# Ghent Gators 2019
Questa voce raccoglie le informazioni riguardanti i Ghent Gators nelle competizioni ufficiali della stagione 2019.

## Roster
| Roster dei Ghent Gators (2019) |
| --- |
| Quarterback - Jorsen van Hemelrijck - 4 Gilles van Overschelde - 5 Robin van Litsenborg Running Back - Kenzo Lannoo RB/LB - 18 Jordi de Meyer - 50 Willem Doms RB/DB Wide Receiver - Yente Vanderstraeten - Yente Wittevrongel - Zeno Verlee - Lisandro Vermeersch - 28 Benoît Lagae - 30 Jona Dermul - 80 Stephen Amant - 83 Thomas Lezy - 84 Senne Keuppens Offensive Linemen - Pieter-Jan van Daele - 53 Michiel Morel - 55 Rogier Depreitere - 60 Matthias van Gysegem - 65 Chato de Veirman - 69 Bastiaan Rigolle - 76 Tom Ragaert Defensive Linemen - Timothy de Pelsemaeker - Tom Ceulemans - D’Jim Verbanck - Detlef Dejonghe - 71 Laurens Verheecke - 77 Jenke Rodts - 78 Jonathan de Weirdt - 91 Ian de Wilde Linebacker - Andreas Petsios - 36 Simon van der Sluys - 89 Florian Steelant Defensive Back - Luis Acosta Resendiz - 16 Bram Croon - 17 Pieter-Jan Dhaese - 24 Kim Jolie - 25 Timothy Buyle - 26 Andreas van der Sluys Special Team Coaching staff Roald Piqueur (HC) · Pauwel Depreitere (OC) · Jelle van Melder (OC) |

## BAFL National Division 2019

### Stagione regolare
| Sint-Denijs-Westrem 10 febbraio 2019, ore 15:00 | Izegem Tribes | 6 – 22 | Ghent Gators |  |

| Grez-Doiceau 24 febbraio 2019, ore 14:00 | Leuven Lions | 38 – 54 | Ghent Gators |  |

| Sint-Denijs-Westrem 10 marzo 2019, ore 15:00 | Grez-Doiceau Fighting Turtles | 14 – 54 | Ghent Gators |  |

| Andenne 17 marzo 2019, ore 15:00 | Andenne Bears | 0 – 52 (0-14 0-16 0-14 0-8) | Ghent Gators | Andenne Arena |

| Grez-Doiceau 28 aprile 2019, ore 14:00 | Ghent Gators | - – - (annullata) | Waasland Wolves |  |

| Sint-Denijs-Westrem 5 maggio 2019, ore 14:00 | Mons Knights | 0 – 48 | Ghent Gators |  |

| Andenne 12 maggio 2019, ore 12:00 | Ghent Gators | 52 – 0 | Waterloo Warriors | Andenne Arena |

## Statistiche di squadra
| Competizione | %Vittorie | In casa | In casa | In casa | In casa | In casa | In casa | In trasferta | In trasferta | In trasferta | In trasferta | In trasferta | In trasferta | Totale | Totale | Totale | Totale | Totale | Totale |
| Competizione | %Vittorie | G       | V       | N       | P       | Pf      | Ps      | G            | V            | N            | P            | Pf           | Ps           | G      | V      | N      | P      | Pf     | Ps     |
| ------------ | --------- | ------- | ------- | ------- | ------- | ------- | ------- | ------------ | ------------ | ------------ | ------------ | ------------ | ------------ | ------ | ------ | ------ | ------ | ------ | ------ |
| Campionato   | 1.000     | 1       | 1       | 0       | 0       | 52      | 0       | 5            | 5            | 0            | 0            | 230          | 58           | 6      | 6      | 0      | 0      | 282    | 58     |
| Totale       | 1.000     | 1       | 1       | 0       | 0       | 52      | 0       | 2            | 5            | 0            | 0            | 230          | 58           | 6      | 6      | 0      | 0      | 282    | 58     |